# Речные угри
Речные угри́ (лат. Anguilla) — род лучепёрых рыб из семейства угрёвых (Anguillidae), включающий 19 видов. Все виды употребляются человеком в пищу. Длина достигает 1,5—2 м.
Речные угри распространены в умеренных и тропических водах бассейнов северной части Атлантики, в Индийском и западной части Тихого океанов.
У речных угрей удлинённое, змеевидное тело в виде цилиндра, хвост несколько сжат с боков. Тело покрыто мелкой, погружённой в кожу чешуей. Спинной и анальный плавники длинные, слитые на концах с маленьким хвостовым. Грудные плавники с широким основанием расположены за головой, в нижней половине бока; брюшные плавники отсутствуют. Позвонков 100—119. Боковая линия есть на голове и теле. Рот конечный, большой, зубы многочисленные, острые. Жаберные щели вертикальные, перед основаниями грудных плавников. Угри бывают узкоголовыми (самцы) или широкоголовыми (самки): по мере созревания у них увеличиваются глаза, и все угри становятся узкоголовыми (узколобыми). Окраска взрослых угрей буроватая, бока жёлтые, с приближением половой зрелости спина темнеет, брюхо и бока приобретают металлический блеск.
Личинки угрей — лептоцефалы, у них прозрачное, сжатое с боков тело в виде ивового листа, приострённое спереди и сзади. При превращении личинок в мальков их длина уменьшается в полтора раза.
Мальки поднимаются в реки, заходят в озера, растут в пресных водах. Это хищные рыбы, ведущие ночной образ жизни. Созревающие угри скатываются в море и уходят нереститься на большую глубину.
Речные угри являются объектом коммерческого промысла. Мировой улов пресноводных угрей в 1970-х годах составлял 44—74 тыс. т. Учтённые уловы по годам, тыс. т: 1989 — 22,7; 1992 — 17,5; 1994 — 18,1; 1995 — 14,5; 1996 — 17,0; 1997 — 14,7; 1998 — 12,3; 1999 — 12,5; 2000 — 16,4. В России учтённые уловы речных угрей составили, т: 1991 — 133, 1996 — 46, 1997 — 47, 1998 — 48, 1999 — 23, 2000 — 46.
В 2018 году специалистами из Калифорнийского университета в Сан-Диего и Калифорнийского университета в Беркли был разработан роботизированный угорь, который должен помочь в изучении морской жизни.

## Классификация
На сентябрь 2017 года в состав рода включают 19 видов:
- Anguilla anguilla (Linnaeus, 1758) — Европейский речной угорь
- Anguilla australis Richardson, 1841 — Австралийский речной угорь
- Anguilla bengalensis (Gray, 1831) — Бенгальский речной угорь
- Anguilla bicolor McClelland, 1844 — Двухцветный речной угорь
- Anguilla borneensis Popta, 1924 — Борнеоский речной угорь
- Anguilla celebesensis Kaup, 1856 — Целебесский речной угорь
- Anguilla dieffenbachii Gray, 1842 — Новозеландский длинноплавниковый речной угорь
- Anguilla interioris Whitley, 1938 — Новогвинейский речной угорь
- Anguilla japonica Temminck & Schlegel, 1846 — Японский речной угорь
- Anguilla labiata (Peters, 1852)
- Anguilla luzonensis Watanabe, Aoyama & Tsukamoto, 2009
- Anguilla malgumora Kaup, 1856
- Anguilla marmorata Quoy & Gaimard, 1824 — Мадагаскарский речной угорь
- Anguilla megastoma Kaup, 1856 — Крупноротый речной угорь
- Anguilla mossambica (Peters, 1852) — Мозамбикский речной угорь
- Anguilla nebulosa McClelland, 1844 — Африканский речной угорь
- Anguilla nigricans Chu & Wu, 1984
- Anguilla obscura Günther, 1872 — Тихоокеанский короткоплавниковый речной угорь
- Anguilla reinhardtii Steindachner, 1867 — Квинслендский речной угорь, или речной угорь Рейнхарда
- Anguilla rostrata (Lesueur, 1817) — Американский речной угорь